# Chiesa di San Martino Vescovo (San Salvatore Monferrato)
La chiesa di San Martino Vescovo, o solo chiesa di San Martino, è la parrocchiale di San Salvatore Monferrato, in provincia di Alessandria e diocesi di Casale Monferrato; fa parte dell'unità pastorale Santissimo Salvatore.

## Storia
La prima citazione di una chiesa dedicata a San Martino, situata in località Genzano, risale all'anno 1111; essa era compresa nella diocesi di Pavia.

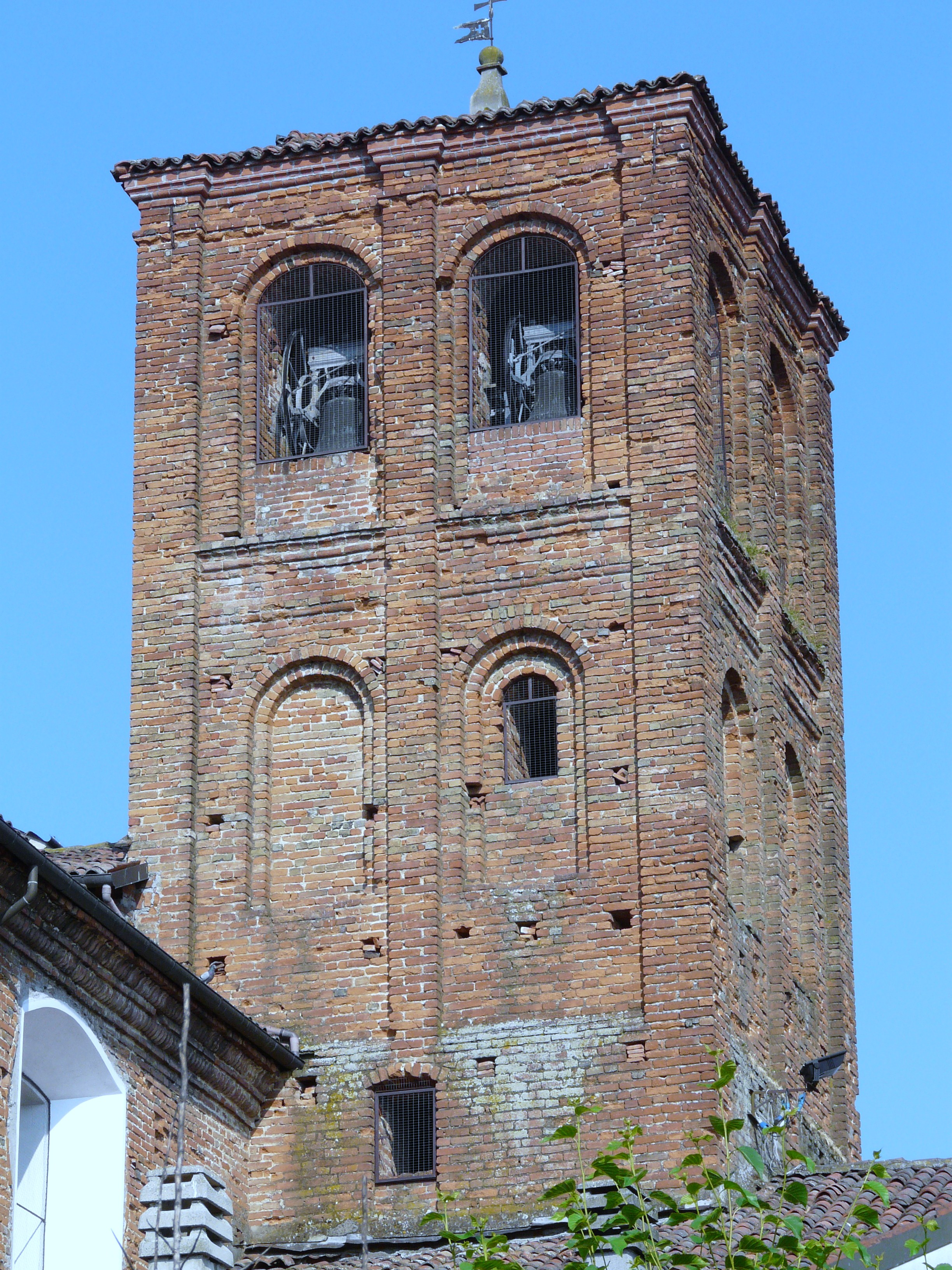
Il campanile

Tale chiesa nel 1217 risultava essere già stata sostituita dalla nuova pieve posta presso il castello; dell'antica chiesa nel 1576 esistevano ancora alcuni ruderi.
Nel Quattrocento venne edificata una nuova chiesa, elevata a collegiata con tre canonicati, dei quali, però, nel 1460 ne esisteva ancora uno solo; all'inizio del XV secolo risale pure la torre campanaria.
Nel 1564 alla chiesa fu conferito il titolo di arcipretale; sempre in quel periodo l'edificio fu oggetto di un intervento di rifacimento, che comportò, tra l'altro, il rifacimento delle volte condotto da Franceschino Bianco e da Lorenzo Coppa, e al termine del quale venne impartita la consacrazione, celebrata il 25 maggio 1578 dal vescovo di Pavia Ippolito de' Rossi.

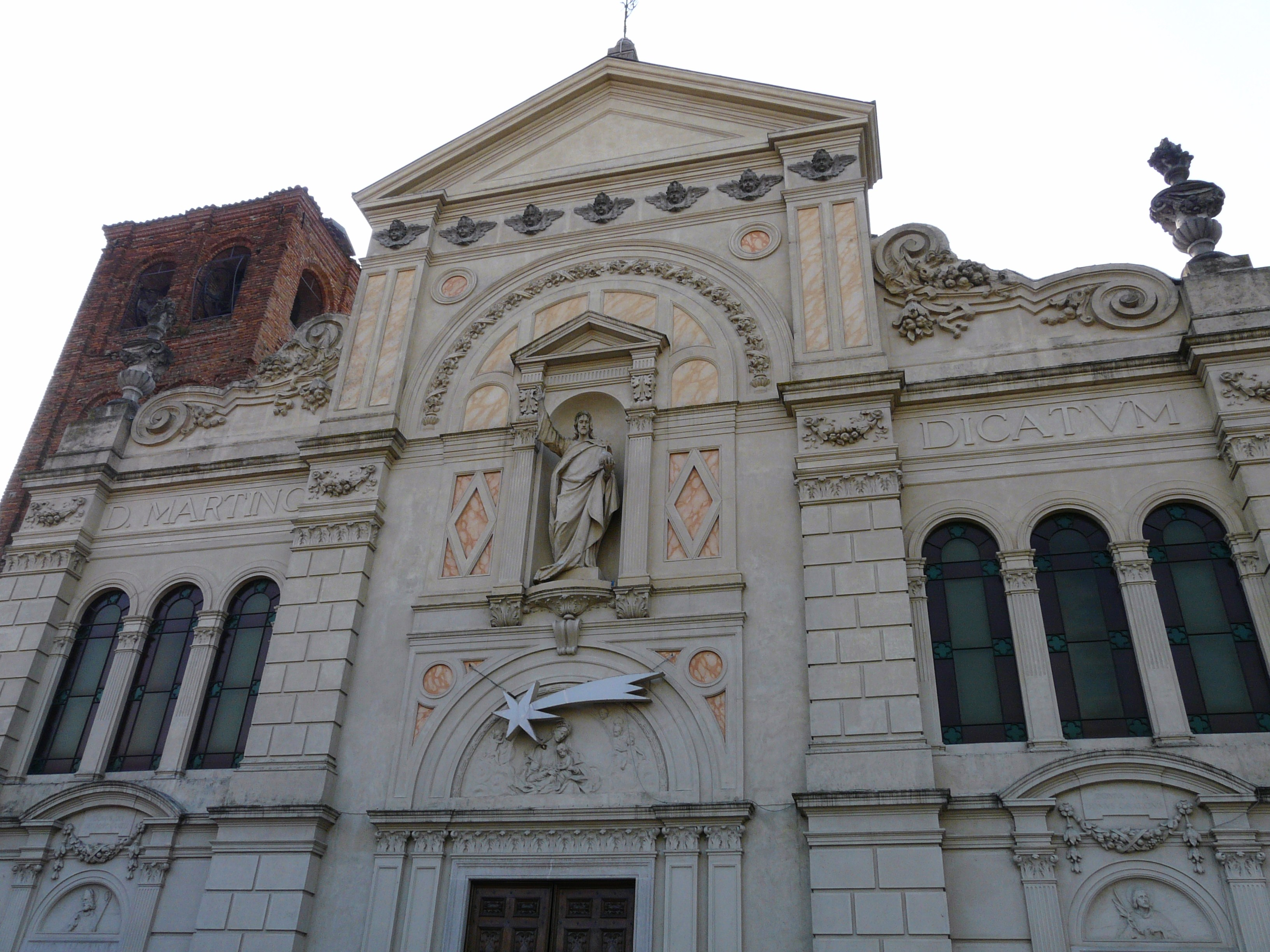
Vista della facciata

Nel 1717 il campanile fu dotato d'un concerto di cinque campane; nel 1805 la chiesa fu ceduta alla diocesi di Alessandria, per poi passare a quella di Casale Monferrato l'anno successivo.
Nel 1822 venne costruita la facciata, la quale subì un rifacimento nel 1907 e un restauro nel 1998.

## Descrizione

### Facciata
La facciata della chiesa, scandita da quattro lesene che la tripartiscono, presenta tre ingressi, dei quali il maggiore è sovrastato da una lunetta contenente un bassorilievo della Madonna col Bambino e da una nicchia ospitante una statua avente come soggetto il Salvatore e i due laterali da due altorilievi di San Ciriaco e San Martino Vescovo e da altrettante trifore.

### Interno

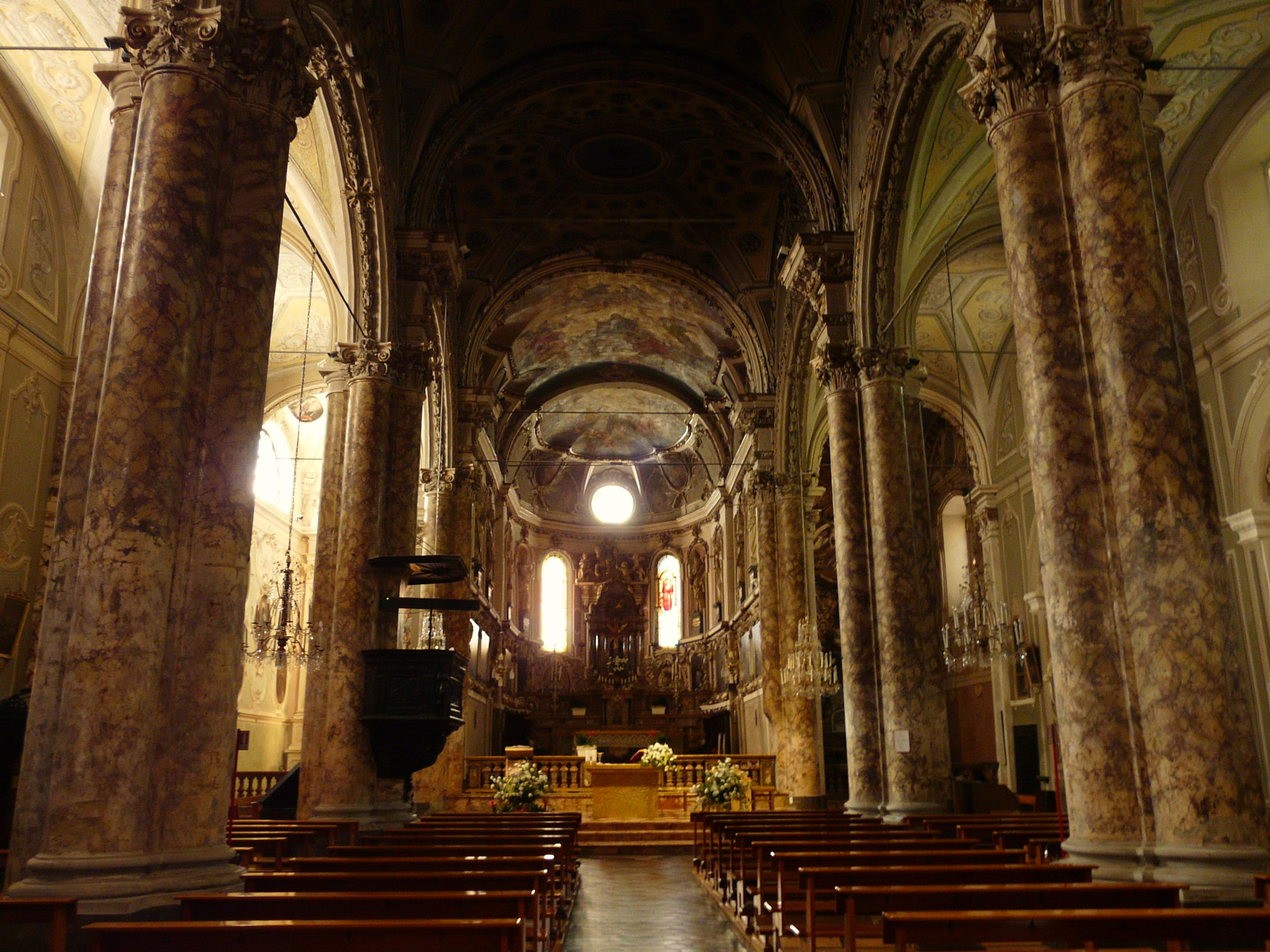
L'intero

Opere di pregio conservate all'interno, che è a tre navate, sono gli affreschi della cupola, raffiguranti l'Elemosina di San Martino, San Martino di Tours in abito vescovile, San Ciriaco con la palma del martirio e l'Assunzione di Maria, eseguiti tra il 1889 e il 1890 da Andrea Vinai, autore pure dei quadri della Sacra Famiglia, di San Crispino e di Sant'Isidoro, l'altare maggiore in marmi policromi, disegnato da Giuseppe Caselli e costruito nel 1767 da Giacomo Pellagatta, le vetrate di inizio Novecento ritraenti San Martino Vescovo, San Ciriaco e il Miracolo della Madonna del Pozzo, due acquasantiere del Cinquecento, cinque tele risalenti al 1696 forse dipinte da Giacomo Paravicino e aventi come soggetti la Madonna del Suffragio, un Angelo Custode, la Morte di San Francesco Saverio, la Madonna di Caravaggio e San Luigi Gonzaga, alcune altre pale di scuola lombarda, con San Giovanni Battista, San Bartolomeo martirizzato e la Madonna del Pozzo, il Crocifisso ligneo, il gruppo con Maria e l'Angelo Custode assieme ai Santi Giuseppe, Ignazio di Loyola e Francesco Saverio, realizzato da Giovanni Battista Gallo all'inizio del XVIII secolo, la pala avente come soggetto la Circoncisione di Gesù con Sant'Ignazio, risalente al termine del XVII secolo, le tre tele raffiguranti l'Intercessione di Maria e dei Santi Domenico e Francesco, San Bernardo da Mentone con le Sante Lucia, Cecilia, Apollonia e Margherita e l'Intercessione dei Santi Rocco e Sebastiano, dipinte da Guglielmo Caccia.